# Uaboe
Uaboe è un distretto di Nauru che fa parte della circoscrizione elettorale d'Ubenide.
Uaboe si trova nella parte occidentale dell'isola. È bagnato dall’Oceano Pacifico e confina con i distretti di Baiti, Anibare e Nibok.
Ha una superficie di 0,97 km² e una popolazione di circa 350 abitanti, secondo il censimento del 2017.